# Karl-Heinz Burwieck
Karl-Heinz Burwieck (* 18. Dezember 1943 in Berlin; † 24. Januar 2024) war Trainer im Fußballspielbetrieb der DDR. In den Jahren 1983 und 1984 trainierte er die Oberligamannschaft des 1. FC Union Berlin.
Burwieck spielte in den 1960er und 1970er bei der Ost-Berliner Betriebssportgemeinschaft (BSG) Berliner Verkehrsbetriebe, später umbenannt in Einheit Pankow. Einheit Pankow II war seine erste Trainerstation, wo er zunächst als Spielertrainer wirkte. Von 1979 bis 1982 war Burwieck Trainer beim Ost-Berliner Trainingszentrum Marzahn. Am 1. Juli 1982 wurde er Assistenztrainer unter Harry Nippert beim Oberligaaufsteiger 1. FC Union Berlin. Als Nippert im September 1983 nach vier Niederlagen in den ersten sechs Punktspielen der Saison 1983/84 als Cheftrainer zurücktrat, übernahm Burwieck, der inzwischen das Sportlehrerdiplom erworben hatte, am 7. Spieltag die Oberligamannschaft als verantwortlicher Trainer. Auch er konnte das Niveau der Mannschaft nicht verbessern, sie lag am Saisonende punkt- und torgleich mit Chemie Leipzig auf Rang 12. In zwei Entscheidungsspielen um den Klassenerhalt zog Burwiecks Mannschaft mit 1:1 und 1:2 den Kürzeren und stieg zum vierten Mal in ihrer Oberligageschichte ab. Zur Saison 1984/85 musste Burwieck seinen Posten an Karl Schäffner abtreten und wurde wieder Assistenztrainer. Das Trainerduo Schäffner/Burwieck schaffte umgehend die Rückkehr in die Oberliga und blieb bis Ende 1987 bei Union zusammen. Als die Unioner während der Saison 1987/88 erneut ins Trudeln gerieten und nach der Hinrunde auf dem letzten Oberligatabellenplatz gelandet waren, wurden beide Trainer von ihren Ämtern entbunden. Bis zum Saisonende arbeitete Burwieck in der Nachwuchsabteilung des 1. FC Union und übernahm danach im Sommer 1988 für eine Saison das Training des DDR-Ligaaufsteigers Stahl Hennigsdorf. Danach war Burwieck nicht weiter im höherklassigen Fußball tätig.